# K008
簡単ケータイ K008（かんたんけーたい けーぜろぜろはち）は、京セラが日本国内向けに開発した、auブランドを展開するKDDIおよび沖縄セルラー電話のCDMA 1X WIN対応携帯電話である。製造型番はKY008（けーわい ぜろぜろはち）。

## 概要
携帯初心者から高齢者までの幅広いユーザー層を対象にした音声用端末であるK005の後継機種。K005同様、IPX5/IPX7相当の防水機能および防塵機能に対応している。また、機能および対応サービスもほぼK005に準拠しているが最新の音声符号化方式のEVRC-Bにも対応した事で音声通話の品質も向上している。

## 沿革
- 2010年10月18日 - KDDI、および京セラより公式発表。
- 2011年1月25日 - 中部地区にて先行発売開始。
- 2011年1月28日 - 中部地区を除く全国にて発売開始。

## 対応サービス
- すぐ文字®
- ラッピングメール
- エモーションメール®
- 漢字チェック
- ワンタッチ文字サイズ切替
- ワンタッチ絵文字
- 長持ちモード
- 自動でライト
- 簡単カメラ設定
- とじるとロック
- 遠隔ロック
- 遠隔マナー解除
- 自動マナー
- ICレコーダー
- カウントダウンタイマー
- グラフィックメモ

| 主な対応サービス                                                                        | 主な対応サービス                                        | 主な対応サービス                          | 主な対応サービス                                     |
| --------------------------------------------------------------------------------------- | ------------------------------------------------------- | ----------------------------------------- | ---------------------------------------------------- |
| LISMO! (着うたフル) (着うたフルプラス) (LISMOビデオクリップ) (LISMO Video) (LISMO Book) | 着うた／着うたミニ (ハイクオリティステレオ(HE-AAC)対応) | EZケータイアレンジ ティーンズモード       | Bluetooth                                            |
| EZチャンネルプラス                                                                      | EZニュースフラッシュ EZニュースEX （EZweb版のみ対応）   | Touch Message                             | EZFeliCa                                             |
| PCサイトビューア                                                                        | じぶん銀行アプリ                                        | EZアプリ(B)                               | オープンアプリプレイヤー                             |
| ケータイ de PCメール                                                                    | デコレーションメール                                    | デコレーションアニメ                      | au one メール                                        |
| EZナビウォーク                                                                          | EZ助手席ナビ                                            | 安心ナビ                                  | 災害時ナビ 緊急地震速報                              |
| 移動経路通知                                                                            | 居場所通知 フェイク着信                                 | グローバルパスポート （レンタルサービス） | au Smart Sports （Karada Manager） (Run&Walk) (Golf) |
| Wi-Fi WIN (無線LAN) auフェムトセル                                                      | 赤外線通信 (IrDA)                                       | au BOX                                    | PCドキュメントビューアー                             |

など